# Poitou

Flaga Poitou

Poitou na tle Francji

Poitou (pol. hist. Piktawia) – kraina historyczna w zachodniej Francji, na terenie współczesnych regionów Poitou-Charentes (departamenty Vienne i Deux-Sèvres) oraz Kraj Loary (departament Wandea), położona nad Oceanem Atlantyckim.
Historyczną stolicą krainy było Poitiers, a innymi ważniejszymi miastami – Niort, La Roche-sur-Yon oraz Châtellerault.
Nazwa krainy pochodzi od zamieszkujących ją w starożytności galijskiego plemienia Piktawów. W V wieku zajęte przez Wizygotów, Poitou w 507 roku w wyniku bitwy pod Vouillé przeszło we władanie Franków. W 732 roku pod Poitiers rozegrała się bitwa z Arabami. Od 778 roku obszar ten był własnością hrabiów Poitiers. Kraina była miejscem walk pomiędzy Francuzami a Anglikami (m.in. bitwa pod Poitiers w 1356 roku), pod panowaniem których znajdowała się na przełomie XII i XIII wieku, a następnie w latach 1360-1375. W XVI wieku, w czasach wojen religijnych zdominowana przez hugenotów kraina była teatrem intensywnych walk, m.in. bitwy pod Moncontour (1569). W okresie rewolucji francuskiej w zachodnim Poitou rozgrywały się wojny wandejskie (1793-1800).